# The Great Momentum
The Great Momentum è il nono album in studio del gruppo musicale austriaco Edenbridge, pubblicato nel 2017.

## Tracce
1. Shiantara – 5:51
2. The Die Is Not Cast – 5:14
3. The Moment Is Now – 4:23
4. Until the End of Time – 4:35
5. The Visitor – 5:53
6. Return to Grace – 5:13
7. Only a Whiff of Life – 3:45
8. A Turnaround in Art – 7:30
9. The Greatest Gift of All – 12:16

## Formazione
Edenbridge
- Sabine Edelsbacher – voce
- Lanvall – chitarra, tastiera, piano, basso
- Dominik Sebastian – chitarra
- Johannes Jungreithmeier – batteria

Ospiti
- Erik Martensson – voce (in "Until the End of Time")
- Thomas Strübler – cori
- Alexander "LX" Koller – cori (in "The Die Is Not Cast" e "The Greatest Gift Of All")
- Junge Philharmonie Freistadt – orchestra